# Хэберни, Грег
Грег Хэберни (род. 1975, Стамфорд) — американский деятель искусств широкого профиля, живёт и работает в Нью-Йорке.

## Биография
Грег Хэберни рос в художественной среде чрезвычайно трудолюбивых людей, знающих, как добиваться результата независимо от сложности поставленной задачи. Его отец — мастер по производству мебели, имитирующей антиквариат, использовал разные отделочные материалы и коллажи. А бабушка — художник-импрессионист. Они учили Грега ещё в раннем возрасте, что для художника важны такие качества, как пристальная наблюдательность, решительность и бесстрашие. Это оказало влияние не только на его профессиональные умения, но и на трудовую этику.
В детстве Грег часто болел и был вынужден следить за жизнью из окна спальни. В этой изоляции он обнаружил, что рисование развивает чувство соучастия. Он заполнял альбом эскизами и набросками, которые подпитывались активным интересом к мультфильмам и комиксам. Когда ему было пятнадцать лет, сильное впечатление произвели на него работы Ларри Кларка. Грег понял, что искусство это каждый раз новое средство выражения и открытия.
Интересы Грега переместились на движущийся образ, он сосредоточился на кино и фотографии, подготовил несколько сценариев, снял ряд короткометражных фильмов, участвовал в съёмках как актёр. Наибольшее влияние оказали на него кинематографисты 1960-х и 1970-х годов — Мартин Скорсезе, Жан-Люк Годар, Сэм Пекинпа, Роман Полански, а также экспериментальные фильмы Кеннета Ангера. Грега Хэберни вдохновляло творчество разных людей искусства — Роберта Раушенберга, Сайя Тумбли, Питера Саула, Пола Маккарти, Кэрролла Данхэма, Марселя Дюшана. Он говорит о влиянии на него нью-йоркских абстрактных экспрессионистов и художников из европейского авангардистского движения «Кобра», которые брали за основу детский рисунок и народное искусство, пытаясь выработать абстрактный язык форм для выражения бессознательного.
Грег учился в Университете Святейшего Сердца города Фэрфилд, получал образование в области медийных искусств (англ. BA Media Studies), но при этом подчёркивает своё стремление искать новые пути самовыражения в разных видах творчества. Он использует необычные материалы или старые работы, которые разными способами переплавляет в новые формы, создавая их метафорическую реинкарнацию, играющую центральную роль в его практике.
Работая в Нью-Йорке, он познакомился со многими уличными писателями, концептуальными художниками и кинематографистами, работающими в рекламных роликах для кино и телевидении. Приобретаемый опыт усиливал его желание реализовать свой потенциал. Большие деньги Грег неожиданно стал зарабатывать как уличный художник.

## Участие в выставках
Грег Хэберни с 2005 года выставляет свои работы в музеях и галереях разных городов мира, в частности:
- в городе Шарлотт (англ. McColl Center for Visual Art)
- в Нью-Хейвене (англ. McColl Center for Visual Art)
- в Бруклине (англ. Capla Kesting Fine Arts) и (англ. McCaig-Welles Gallery)
- в Нью-Йорке (англ. Leo Kesting Gallery) и (англ. Catinca Tabacaru Gallery)
- в Торонто (англ. Angell Gallery)
- в Киото (англ. Municipal Museum of Art) в Киото
- в Берлине (англ. Strychnin Gallery)
- в Кёльне (англ. Ralph Schriver Gallery)

В 2011 году за неделю до открытия своей выставки в берлинской галерее «Стрихнин» (нем. Strychnin Gallery) Грег Хэберни четыре картины из тех, что на аукционах продаются по 10 тысяч долларов, прятал в ночное время в потаённых местах на улицах Берлина. У себя на сайте он сообщал, что подарит эти работы с автографом тем, кто сумеет их разыскать. Таким экстравагантным способом он знакомил зрителей со своими картинами, поддерживая имидж уличного художника.
На весенней художественной ярмарке (англ. Spring / Break Art Show) в бывшем офисе журнала «Ярмарка тщеславия» на площади Таймс-сквер Грег в 2017 году над проходом, где по обе стороны экспонировались его картины, соорудил инсталляцию из массива свисающих вырезанных фрагментов своих работ, что производило неожиданное впечатление.
Начиная с появления проекта Bombay Beach Biennale в 2016 году, Грег принимает активное участие в развитии «BBB». Он стал инициатором создания «Эрмитажа» (англ. Hermitage Museum) на пляже пустеющего города Бомбей-Бич.

## Видеозаписи, интервью
- Greg Haberny at VOLTA11 (англ.)
- Greg Haberny Py•r•o·glyph•s 2016 (англ.)
- Greg Haberny STYLE CURATOR INC. (англ.)
- Greg Haberny Unhinged (англ.)
- Greg Haberny at Spring Break Art Fair 2017 (англ.)

## Фильмография
С 1968 по 2006 год Грег Хэберни участвовал в создании 16 фильмов.
- 1968 — Одна жизнь, чтобы жить
- 1990 — Боишься ли ты темноты?
- 1993 — Полиция Нью-Йорка
- 1994 — Полицейские под прикрытием
- 1997 — Парни из Академии
- 1998 — Приключения Себастьяна Кола
- 1998 — Trinity
- 1999 — Большой папа
- 2000 — Наша песня
- 2001 — Вайри Шпиндел
- 2001 — Moment in Time
- 2001 — Закон и порядок: Преступное намерение
- 2001 — Закон и порядок: Преступное намерение
- 2001 — Зен и искусство создания пейзажа
- 2005 — Плевок
- 2006 — В стенах непонимания